# Dối trá, dối trá đáng nguyền rủa, và thống kê
"Dối trá, dối trá đáng nguyền rủa, và thống kê" ("Lies, damned lies, and statistics") là cụm từ mô tả sức mạnh thuyết phục của những con số, đặc biệt là việc sử dụng những con số thống kê để củng cố những luận điểm luận cứ yếu kém. Cụm từ này còn sử dụng một cách thông tục để nghi ngờ số liệu thống kê được sử dụng để chứng minh quan điểm của đối thủ.

## Sử dụng
Cụm từ này được sử dụng trong một số tác phẩm nổi tiếng:
- Lies, Damned Lies, and Statistics: The Manipulation of Public Opinion in America (Dối trá, Dối trá đáng nguyền rủa và Thống kê: Thao túng Dư luận ở Mỹ), của Michael Wheeler (WW Norton & Co. 1976; Dell 1978).
- Quotes, Damned Quotes... some of them to do with statistics (Trích dẫn, Trích dẫn đáng nguyền rủa... một số trong số đó liên quan đến số liệu thống kê) (1985) của John Bibby.
- Damned Lies and Statistics: Untangling Numbers from the Media, Politicians, and Activists (Những lời nói dối đáng nguyền rủa và thống kê: Những con số khó hiểu từ các phương tiện truyền thông, chính trị gia và nhà hoạt động) (2001) của nhà xã hội học Joel Best thuộc Đại học Delaware (ISBN 978-0520219786).
- How to Lie with Statistics (Làm thế nào để nói dối với thống kê)(1954) của Darrell Huff .
- Bài luận The Median Isn't the Message (Số trung vị không mang thông điệp) của Stephen Jay Gould bắt đầu bằng cách lặp lại câu trích dẫn này. Gould giải thích cách thống kê rằng luận điểm u trung biểu mô phúc mạc (loại ung thư mà ông chẩn đoán vào năm 1982) có "thời gian sống sót trung bình là 8 tháng" bị sai lệch.[1]

## Văn hóa
- "Lies, Damn Lies and Statistics" là tên của tập 21 trong mùa đầu tiên của bộ phim The West Wing của đài NBC.[2]